# For Respect
Albums de Don Caballero
Don Caballero 2
(1995)
For Respect est le premier album du groupe de math rock américain Don Caballero, sorti en 1993 sur le label Touch and Go Records. Certains le considèrent comme l'un des meilleurs albums de rock instrumental de la décennie.
Ian Williams n'ayant rejoint le groupe que peu de temps après l'enregistrement de For Respect, son influence est moindre que sur les disques suivants et les morceaux sont globalement moins complexes que ceux des albums suivants.
Le batteur Damon Che a déclaré avoir joué de la guitare sur plusieurs chansons de l'album dans une interview au webzine Space City Rock en 2006.

## Titres
1. "For Respect" – 2:43
2. "Chief Sitting Duck" – 2:21
3. "New Laws" – 5:54
4. "Nicked and Liqued" – 2:41
5. "Rocco" – 2:47
6. "Subdued Confections" – 2:29
7. "Got a Mile, Got a Mile, Got an Inch" – 5:06
8. "Our Caballero" – 2:07
9. "Bears See Things Pretty Much the Way They Are" – 3:26
10. "Well Built Road" – 6:05
11. "Belted Sweater" – 2:06